# アーデルグンデ・フォン・バイエルン (1870-1958)
アーデルグンデ・フォン・バイエルン（Adelgunde von Bayern, 1870年10月17日 - 1958年1月4日）は、バイエルン王国の王族。全名はアーデルグンデ・マリー・アウグステ・テレーゼ（Adelgunde Marie Auguste Therese）。バイエルン王ルートヴィヒ3世の長女で、ホーエンツォレルン＝ジグマリンゲン侯ヴィルヘルムの2人目の妃となった。

## 生涯
1870年10月17日、ルートヴィヒ3世（当時バイエルン王子）とその妃であったオーストリア＝エステ大公フェルディナントの大公女マリア・テレジアの間に第二子としてリンダウで生まれた。
アーデルグンデは1915年1月20日にミュンヘンでホーエンツォレルン＝ジグマリンゲン侯ヴィルヘルムと結婚した。2人の間に子供は生まれなかった。
1958年1月4日にアーデルグンデはジグマリンゲン（現バーデン＝ヴュルテンベルク州ジグマリンゲン郡）で死去し、当地に葬られている。